# Contrainte excessive
En droit québécois, la notion de contrainte excessive désigne le fardeau excessif que fait subir une demande abusive d'accommodement raisonnable à un employeur, qu'il s'agisse de l'État ou d'un entrepreneur privé, de même qu'à l'activité qu'il mène auprès de sa clientèle.
Au Québec, il existe un ensemble très vaste de controverses qui ont été soulevées dans les médias depuis le début des années 2000  autour de la notion de contrainte excessive. Ces controverses concernent notamment les demandes d'accommodements religieux provenant de minorités religieuses.
Ces controverses ont, entre autres, débouché sur la création de la Commission de consultation sur les pratiques d'accommodement reliées aux différences culturelles en 2007-2008 et sur différents projets de loi sous les quatre gouvernements qui se sont succédé par la suite : le projet de loi no 94 du gouvernement Charest, le projet de Charte des valeurs québécoises du gouvernement Marois, le projet de loi no 62 du gouvernement Couillard et le projet de loi no 21 du gouvernement Legault.
Plusieurs des cas soulevés ont provoqué des litiges devant les tribunaux. À l'issue de ces litiges, les tribunaux ont parfois conclu (notamment dans les affaires Multani, Loyola et Rosenberg) que les refus d'accommodement sous prétexte d'allégations de contrainte excessive étaient en réalité des violations de la liberté de religion par l'État.

## Historique
Depuis l'automne 2006, plusieurs points de détails font scandales chez une partie de la population à la suite de plusieurs cas controversés très médiatisés et qualifiés d'accommodements déraisonnables (voir #Cas médiatisés). Les interprétations du phénomène sont elles aussi très diverses et touchent à plusieurs aspects de la société, de la politique et du droit, tels la question de la laïcité des institutions publiques, de l'égalité entre les sexes, de l'intégration des immigrants, des valeurs québécoises, du pluralisme en société, du traditionalisme catholique et même des questions constitutionnelles.

### Repères chronologiques
- Automne 2006 : Plusieurs controverses éclatent en rafale dans les médias québécois au sujet d'accommodements raisonnables, touchant diverses sphères de la vie publique.
- janvier 2007 : Une municipalité de la Mauricie, Hérouxville, déclare publiquement avoir créé une liste de norme de vie pour d'éventuels immigrants. Le conseiller municipal parrainant l'offre demande au gouvernement de décréter l'état d'urgence et d'amender les chartes canadienne et québécoise des droits.
- janvier 2007 : Dans les semaines qui suivirent, deux autres municipalités se joignent au mouvement de protestation.
- 8 février 2007 : Après quelques semaines de silence, le gouvernement Charest annonce la mise sur pied de la commission Bouchard-Taylor. Les résultats de la commission ont été publiés le 22 mai 2008.

## Cas médiatisés
Les faits divers suivants ont été fortement médiatisés par plusieurs chaînes d'informations québécoises, contribuant à l'éclatement de la controverse québécoise sur les accommodements raisonnables.

### Le port du kirpan dans une école québécoise
En 2001, un jeune sikh a décidé de porter un kirpan dans une école secondaire québécoise. La Cour suprême a jugé que le jeune sikh pouvait porter à l'école un kirpan dans un fourreau de bois placé à l'intérieur d'un sac d'étoffe cousu de manière à ne pouvoir être ouvert,.

### Affaire de l'érouv
Certains juifs hassidiques d'Outremont, à Montréal, se sont adressés à la Cour supérieure du Québec afin d'obtenir la permission de mettre en place, au-dessus de la ville, un érouv (aussi nommé eruv). Le juge Allan R. Hilton a, par jugement déclaratoire, confirmé ce droit le 21 juin 2001 (Rosenberg c. Outremont, 500-05-060659-008). Après maintes tractations, l'érouv a été toléré par la municipalité.
Ils ont également obtenu la levée de l'interdiction de stationnement sur certaines rues de cet arrondissement montréalais durant les grandes fêtes juives. Les Arméniens bénéficient du même privilège pour leur messe dominicale et deux paroisses catholiques ont réclamé les mêmes droits sans les obtenir.

### Vitres teintées du YMCA
En avril 2006, les Hassidim de la congrégation Yetev Lev ont payé la pose de vitres teintées pour la salle d'entraînement du YMCA de l'avenue du Parc à Montréal. Ils n'appréciaient pas que leurs enfants puissent voir des femmes en tenue de sport s'entraîner.

### Ambulanciers expulsés
En février 2005, deux ambulanciers ont été expulsés d'une cafétéria de l'Hôpital général juif de Montréal parce qu'ils mangeaient un repas qu'ils s'étaient préparé. Non-confessionnel, financé par le gouvernement, l'hôpital applique cependant les valeurs du judaïsme. Ses cinq aires de restauration sont casher et on demande aux employés de ne pas y apporter de la nourriture extérieure.

### Programme scolaire dans les écoles privées catholiques
En mars 2007, une polémique surgit à propos de l'instruction religieuse dans les écoles privées. Les responsables de ces écoles ont dénoncé le fait que le gouvernement ne se limitait pas à légiférer sur la religion dans le secteur public, mais qu'il le faisait aussi dans les écoles privées liées à l'Église. Par exemple, l'archevêque de Québec a critiqué le fait que l'école des ursulines de Québec subit les mêmes contraintes que certaines écoles du système public.

### Port du hijab et du turban au soccer
Le 24 février 2007, à Laval, une jeune musulmane ontarienne  de 11 ans est expulsée d'un match de soccer auquel elle participe et qui réunit de jeunes joueuses canadiennes. Le manuel de cet organisme (reproduisant les règles apparaissant dans les règlements de la FIFA), tel qu'interprété par l'arbitre, interdit le port de tous les objets et vêtements pouvant créer un risque pour la sécurité des participants. L'arbitre décide que le hijab porté par la jeune fille entre dans cette catégorie et lui demande de le retirer. Devant son refus, il l'expulse. À ce moment, l'entraîneur de la jeune fille retire l'équipe du tournoi, aussitôt suivi par quelques autres équipes ontariennes.
Le 3 juin 2013, la fédération de soccer du Québec soulève la controverse en interdisant le port du turban. La fédération, disant suivre les normes internationales, a reçu une suspension de l'association canadienne de soccer à la suite de cette décision.

#### Conclusion
À la suite d'une période d'essai de 20 mois, la FIFA autorise depuis mars 2014 les joueurs et les joueuses à porter le hijab ou le turban pendant les matchs.

### Le port du casque de sécurité par un employé sikh
Le tribunal canadien des droits de la personne a, en première instance, jugé qu'un accommodement raisonnable de ne pas porter le casque de sécurité pour un employé sikh pouvait être accordé. La Cour suprême du Canada a, ultimement, renversé cette décision parce que le port du casque de sécurité est une exigence professionnelle normale.

### Nourriture halal au CPE
En 2008, le tribunal des droits de la personne a donné raison à un centre de la petite enfance (CPE) qui refusait de garantir à un père musulman que la viande soit halal dans les repas. En effet, l'homme en question avait conclu des ententes pour chacun de ses deux enfants pour qu'ils ne mangent aucune viande non halal.
À la suite de cet événement, des centres de la petite enfance ont commencé à servir de la viande halal pour les enfants de confession musulmane, comme le CPE Sainte-Gertrude à partir de 2012, où les enfants ne mangent que de la viande halal. En 2015, le CPE Ambcal instaure un menu halal pour les 10 % des enfants musulmans de l'établissement.

### Prière dans une cabane a sucre
En 2007, un groupe de musulmans s'est rendu dans une cabane à sucre. Ils ont demandé au propriétaire la possibilité de prier et celui-ci a accepté. Cependant il devait faire sortir environ 40 personnes dans la salle de réception pour que les musulmans prient. Cet événement a fait les manchettes.

### Retrait de la crèche de Noël et de la menorah municipale
En décembre 2011, la municipalité de Mont-Royal décide de ne plus afficher la crèche de Noël et la menorah devant l'hôtel de ville à la suite de demandes répétitives de la communauté musulmane pour y avoir eux aussi leur signe religieux. Les élus de Mont-Royal préfèrent l'enlever pour ne pas avoir à ajouter les symboles religieux d'autres groupes religieux.

### Prière municipale
En 2007, un citoyen porte plainte à la commission des droits de la personne car le maire de Saguenay récitait une prière avant la séance du conseil. La commission reconnait que la prière contrevient à l'obligation de neutralité des pouvoirs publics. Ne tenant pas contre, la municipalité se retrouve devant le tribunal des droits de la personne en 2009 : celui-ci rend son verdict en 2011, qui demande de cesser la prière. Mais le maire de Saguenay va en cour d'appel en 2013, et cette dernière permet de continuer à réciter la prière. En 2015, l'affaire est porté à la Cour suprême du Canada qui juge que le règlement municipal concernant la prière contrevient à l'obligation de neutralité religieuse de l'État.
Des cas similaires se sont produits à Laval et Trois-Rivières.

### Charia en Ontario
En Ontario, après un combat acharné, des femmes obtiennent du gouvernement provincial l'interdiction des arbitrages matrimoniaux par des instances islamiques appliquant la charia. Cette affaire ontarienne a soulevé beaucoup d'intérêt médiatique au Québec.

### Demande de DPJ pour musulmans
Le gouvernement québécois a rejeté une demande pour une DPJ pour musulmans, qui était souhaitée par la présidente d’une association communautaire musulmane de Montréal.

### Écoles hassidiques clandestines
Pendant longtemps, les dirigeants d'écoles hassidiques ont demandé que la formation dispensée dans des écoles religieuses illégales soit reconnue comme étant équivalente au programme officiel du Ministère de l'Éducation. Le gouvernement québécois n'a jamais accordé de reconnaissance officielle, mais il a longtemps fermé les yeux sur ces écoles illégales. Des ex-élèves de ces écoles ont intenté une poursuite contre l'État pour avoir fait preuve de négligence dans ce dossier. La demande de jugement déclaratoire a toutefois été rejetée au motif que des changements législatifs ont été apportés en 2017, de sorte qu'il n'y a plus de difficulté réelle au sens de la loi.

### Kirpan à l'Assemblée nationale
Des militants de l'Organisation mondiale des sikhs du Canada ont souhaité entrer dans l'Assemblée nationale du Québec afin de présenter un mémoire en commission parlementaire. Les responsables de la sécurité de l'Assemblée nationale leur ont refusé l'accès car ils refusaient d'enlever leurs kirpans. Les sikhs ont contesté cette décision jusqu'en Cour d'appel, mais ils n'ont pas obtenu gain de cause car l'Assemblée nationale possède un privilège parlementaire à caractère constitutionnel. En droit canadien, la Charte canadienne des droits et libertés est inopposable au privilège parlementaire car il n'est pas possible d'opposer une partie de la Constitution contre une autre.

## Interprétations
Le phénomène a été interprété, commenté, analysé et décrié de façon très différente par plusieurs groupes. En 2006, au Québec, la notion d'accommodement raisonnable a pris de l'ampleur pour diverses raisons : croissance économique, croissance démographique et intégration d'un plus grand nombre d'handicapés et de minorités à l'intérieur des institutions.
Dans le but d'augmenter la population active, le Québec poursuit une politique favorable à la venue d'immigrants francophones, qui proviennent surtout de France, de Belgique, mais aussi d’endroits tels que les Antilles et le Maghreb. Les autorités tentent par divers moyens, lois, politiques et campagnes d'éducation, d'éliminer les barrières à leur intégration.

### Position du MLQ
Selon le mouvement laïque québécois, le débat n'a strictement rien à voir avec l'immigration. Il croit qu'il faut garantir la laïcité dans des institutions publiques, que les requêtes d'accommodement de nature religieuse ne sont pas recevables et que la société civile n'a pas à prendre en charge les choix de conscience individuels en matière de religion.

### Commentaire de l'épiscopat
En février 2007, le cardinal Marc Ouellet, omettant de considérer que les accommodements raisonnables ne peuvent viser que des individus, en demande un pour la majorité catholique et protestante de la province de Québec. Il dit constater un malaise important dans la population et qu’on semble vouloir faire disparaître les symboles sur la place publique, ce qui provoque, selon lui, un sentiment d'injustice.
Selon l'Assemblée des évêques catholiques du Québec, l'origine du problème vient de la confusion entre culture et religion. « On réalise que le débat de l'accommodement nous force à redéfinir notre identité et nous invitons les autres partenaires à bien définir leur identité et à faire la différence entre ce qui est strictement religieux et ce qui est du domaine culturel ». L'AECQ a aussi publié un livre intitulé Le dialogue inter-religieux dans un Québec pluraliste pour avoir des balises dans le dialogue entre les communautés.

## En Europe: le droit ne requiert pas d'accomodement raisonnable
Le 29 janvier 2020, l’Assemblée parlementaire du Conseil de l’Europe a rejeté une proposition sur “la protection de la liberté de religion ou de croyance sur le lieu de travail” qui promouvait les accommodements raisonnables :  L’ “accommodement raisonnable” porte atteinte à l’égalité de tous les citoyens et est susceptible de restreindre les droits fondamentaux d’autrui. Sous le prétexte de combattre la discrimination, il cherche à privilégier les revendications fondées sur des arguments religieux, créant de ce fait une inégalité entre les employés et augmentant les conflits, au lieu de les réduire. En outre, une obligation d’accommodement des revendications religieuses risquerait de mener à des menaces pour les droits sexuels et reproductifs des femmes, notamment l’accès à l’avortement sûr et légal et aux méthodes contraceptives, et aussi à davantage de discrimination des personnes LGBTQI .
Si la tradition républicaine française considère que l’égalité consiste à octroyer à tous les mêmes droits et les mêmes devoirs, sans considération pour leurs particularismes individuels, l’approche québécoise considère au contraire que l’égalité consiste à traiter différemment des individus différents, car les traiter de la même manière leur ferait subir une discrimination, certes involontaire, mais néanmoins réelle – c’est ce qu’on appelle la « discrimination indirecte ». À titre d’exemple, la Cour Suprême a considéré qu’au Québec imposer à un travailleur de confession israélite de travailler le samedi était une discrimination indirecte, dès lors que sa confession lui interdit de travailler le jour du shabbat. Ce fut le premier cas d’accommodement raisonnable sur lequel a eu à statuer la Cour suprême, en 1985. Ni la Convention européenne des droits de l’homme ni le droit de l’Union européenne ne requièrent l’ “accommodement raisonnable” des revendications religieuses. En outre, aucun État membre du Conseil de l’Europe ne reconnaît ce concept en tant que tel .